# Gran Mancha Blanca

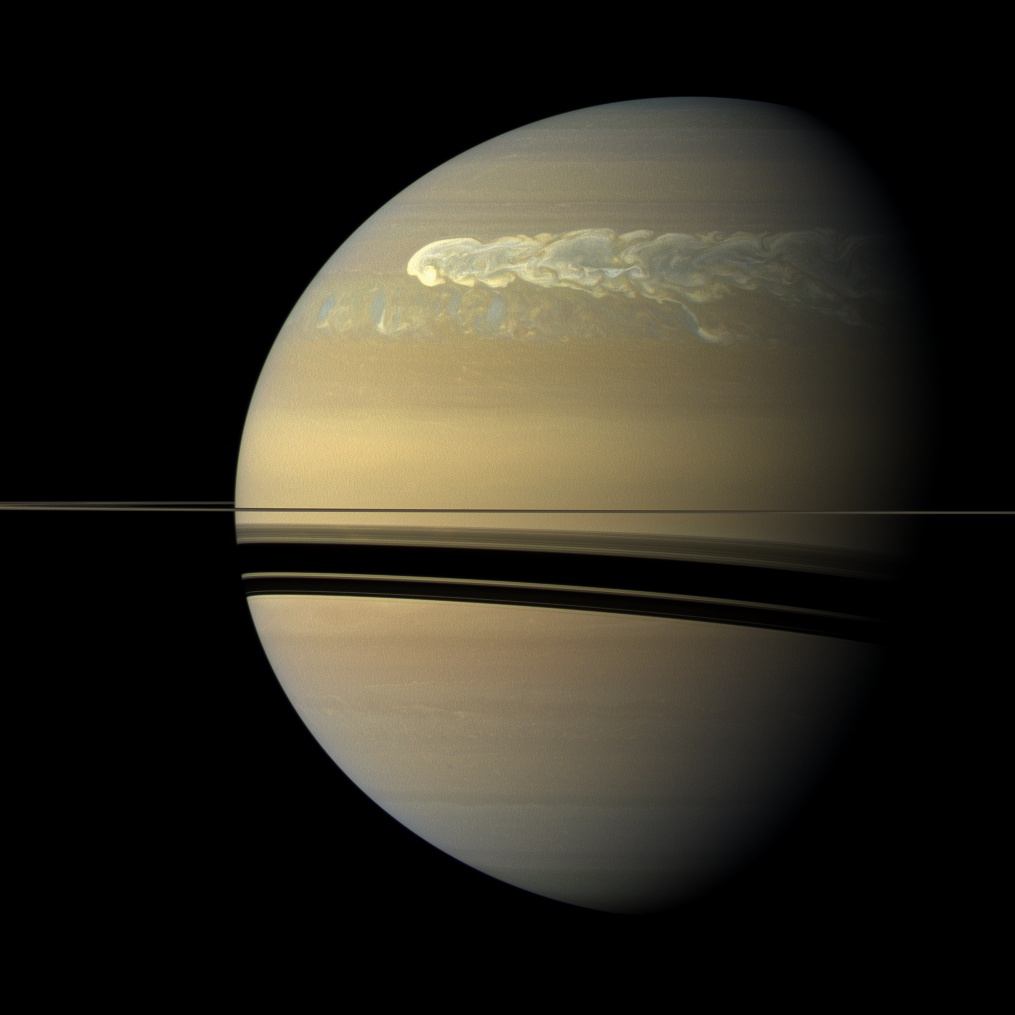
La Gran Mancha Blanca de Saturno.

La Gran Mancha Blanca, también conocida como Gran Óvalo Blanco sobre Saturno, recibe este nombre por analogía con la Gran Mancha Roja de Júpiter. Este fenómeno consiste en la aparición de tormentas periódicas lo suficientemente grandes como para hacerse visibles a los telescopios terrestres, distinguiéndose por su aspecto blanco característico. La mancha puede tener varios miles de kilómetros de anchura.
La nave orbital Cassini-Huygens fue capaz de seguir el desarrollo de la aparición de una de estas manchas en 2010-2011, siendo conocida la tormenta como la Perturbación Electrostática del Norte (o también como la Gran Tormenta de Primavera) debido a un aumento de las interferencias producidas por la generación de ondas de radio y la emisión de plasma.
Los datos enviados por la nave Cassini-Huygens han revelado una pérdida de acetileno en las nubes blancas, un aumento de fosfano, y un descenso de temperatura inusual en el centro de la tormenta. Después de que los aspectos visibles de la tormenta se redujeran, en 2012 una "erupción violenta" de calor y etileno fue emitida desde dos puntos calientes que se fusionaron.

## Apariciones periódicas
El fenómeno presenta un período aproximado de 3 décadas, cuando el hemisferio norte de Saturno está orientado en su mayor parte hacia el Sol. A continuación se incluye una lista de los avistamientos registrados:
- 1876 – Observado por Asaph Hall.  Utilizó las manchas blancas para determinar el periodo de rotación del planeta.
- 1903 – Observado por Edward Barnard.
- 1933 – Observado por Will Hay, actor cómico y astrónomo aficionado. Hasta tiempos recientes, la observación más celebrada.
- 1960 – Observado por JH Botham (Sudáfrica); y Jean Focas (Grecia).
- 1990 – Observado por Stuart Wilber, desde el 24 septiembre y a lo largo de noviembre.
- 1994 – Estudiado observadores basados en la Tierra y por el Telescopio espacial Hubble.[5]
- 2006 – Observado por Erick Bondoux y Jean-Luc Dauvergne.
- 2010 – Observado primero por Anthony Wesley, y fotografiada por la sonda espacial Cassini en 2010-2011.[6][1]

Que ningún astrónomo registrara este fenómeno antes de 1876 es un misterio, de alguna manera semejante al prolongado vacío de observaciones  de la Gran Mancha Roja de Júpiter en el siglo XVIII y a comienzos del siglo XIX. En 1876 la Gran Mancha Blanca era extremadamente prominente, siendo visible en con telescopios con aperturas tan pequeñas como 60 mm.  No se sabe si los primeros registros eran sencillamente muy pobres, o si la aparición de 1876 de la Gran Mancha Blanca fue verdaderamente la primera de la era telescópica. La creencia generalizada es que ninguno de estos dos escenarios sea demasiado probable.
En 1992, Mark Kidger describió tres patrones significativos de las Grandes Manchas Blancas:
1. Alternan en latitud, con un ámbito de aparición que está limitado a la Zona Templada del Norte o más arriba, apareciendo la siguiente limitada a la Zona Ecuatorial. Por ejemplo, la mancha de 1960 apareció en latitudes altas, mientras que la de 1990 era ecuatorial.
2. Las manchas de latitudes altas aparecen en un intervalo ligeramente más corto que las ecuatoriales (3 décadas).
3. Así mismo, las manchas de latitudes altas tienden a ser mucho menos prominentes que las ecuatoriales.

Basado en estas regularidades aparentes, en 1992 Kidger realizó una previsión (que resultó incorrecta, dado la aparición de la tormenta de  2010-11) que situaba la siguiente aparición de una Gran Mancha Blanca en latitudes altas en el año 2016, y que probablemente sería menos espectacular que la de 1990.

## Características y causas
Una "Gran Mancha Blanca" clásica es un acontecimiento espectacular, en el que una tormenta blanca brillante anima  la atmósfera normalmente calmada de Saturno. Las mayores de estas manchas se han producido en el hemisferio norte del planeta. Típicamente empiezan de forma discreta, literalmente como simples puntos, pero entonces rápidamente expanden su longitud, como sucedió en 1933 y 1990; de hecho, en este segundo episodio la mancha se alargó lo bastante como para ceñir el planeta completo.
Aunque las primeras modelizaciones realizadas por ordenador a principios de la década de 1990 sugerían que estos fenómenos atmosféricos masivos eran causados por situaciones de inestabilidad térmica, en 2015 dos científicos planetarios del Caltech propusieron un mecanismo más detallado. La teoría es que cuando la atmósfera superior de Saturno experimenta un enfriamiento estacional, primero pierde densidad al desprenderse del vapor de agua en forma de lluvia, experimentando un mínimo de densidad, y  a partir de entonces vuelve a hacerse más densa cuando el hidrógeno restante y el helio continúan enfriándose. Cuando los gases de las capas superiores son poco densos, tienden a eliminar la convección, pero al volver a ganar densidad esto los hace inestables, causando tormentas eléctricas cuando se precipitan sobre las capas más bajas. La teoría es que las tormentas se presentan significativamente retrasadas con respecto al solsticio de invierno debido al tiempo necesario para enfriar la atmósfera de gran espesor de Saturno. Los investigadores proponen que tormentas similares no son visibles sobre Júpiter porque este planeta tiene menos vapor de agua en su atmósfera superior.
Durante el solsticio de invierno de Saturno, sus anillos bloquean la visión del hemisferio norte del planeta desde la Tierra. Por lo tanto, históricamente nunca se pudo haber avistado manchas blancas durante este período, aunque la sonda espacial Cassini sí ha sido capaz de observar el planeta entero desde que llegó poco después del solsticio de invierno en 2004.